# آلفرد ماکرز
آلفرد ماکرز (انگلیسی: Alfred Marks; ۲۸ ژانویهٔ ۱۹۲۱ – ۱ ژوئیهٔ ۱۹۹۶) هنرپیشه اهل بریتانیا بود.
وی بازیگر فیلم‌هایی همچون والنتینو، قایم‌موشک، شهر ترسناک و ترغیب‌گران! بوده است.